# Jan Loder
Ing. Jan Loder (* 17. dubna 1960) je bývalý český fotbalista, obránce.

## Fotbalová kariéra
V československé lize hrál za Spartu Praha. Nastoupil v 7 ligových utkáních. Gól v lize nedal.

## Ligová bilance
| Ročník                                   | Zápasy | Góly | Klub         |
| ---------------------------------------- | ------ | ---- | ------------ |
| 1. československá fotbalová liga 1977/78 | 7      | 0    | Sparta Praha |
| CELKEM                                   | 7      | 0    |              |